# Sense fronteres
Sense fronteres (rus: Без границ; romanitzat al català, Bez granits) és una pel·lícula de comèdia russa del 2015 dirigida per Karèn Hovhannissian, Rèvaz Guiguinèixvili i Roman Prigunov. L'estrena va tenir lloc el 22 d'octubre de 2015. S'ha doblat i subtitulat al català.
La pel·lícula explica la història d'un grup de persones que viatgen per trobar l'amor, que no té fronteres.